# مسجد ومرقد الشيخ علي
مسجد ومرقد الشيخ علي هو مسجد قديم أثري من مساجد العراق التراثية، ويقع في قضاء حلبجة في ناحية خورمال على سفوح الجبال في محافظة السليمانية بمنطقة بافه فون، وكلمة خورمال تعني باللغة العربية مخزن التمر، لان مدينة خورمال تقع على طريق تجاري لتصدير التمر من العراق إلى قارة أوروبا وغيرها، ويعتبر المسجد من المساجد التاريخية، حيث يحتوي على قبر ومرقد الشيخ علي الملقب بحسام الدين وعن يمين القبر بضعة قبور لأولاده وأحفاده في قاعة كبيرة يتوسطها قبر الشيخ علي ويصعد إلى المسجد بسلالم بنيت من الحجر الجيلي وقبالة المرقد يوجد مبنى المسجد الذي بني بمادة الحجر وتبلغ مساحة المرقد والمسجد الكلية حوالي 300م2 ومساحة المصلى 100م2، ويحتوي المسجد بالقرب منه ماء عين كما يحوي سرير للشيخ صنع من الخشب الصاج قبل حوالي مائتي عام، ويعلو مبنى المسجد قبة غلفت حديثاً بمادة الألمنيوم، وجرى تجديد المسجد والمرقد عام 1427هـ/2006م، على نفقة السيد رئيس الجمهورية جلال طالباني.
تقام في المسجد حالياً الصلوات الخمس المكتوبة.